# Tampico
Pour les articles homonymes, voir Tampico (homonymie).
Tampico, située à l'embouchure du Río Pánuco, est la ville principale de l'État de Tamaulipas (Mexique septentrional), et l'acteur dynamique économique essentiel du golfe du Mexique. Bien qu'elle soit avant tout un grand centre de raffinage du pétrole, elle est également le deuxième port exportateur du pays, puisque c'est aussi un exportateur majeur d'argent, de cuivre, de bois de charpente, de laine et d'autres produits agricoles. Elle est le chef-lieu de la municipalité de même nom, et fait partie de la région Sur, qui est une des 6 subdivisions de l'État de Tamaulipas.

## Toponymie
Le nom Tampico, serait d'origine huastèque, tam-piko signifiant « place des loutres » : la ville première (actuelle Cuauhtémoc) était en effet au bord de la lagune de Pueblo Viejo, qui abritait un grand nombre de loutres dans le passé.

## Géographie

Bassin inférieur du Río Pánuco.

La ville moderne de Tampico a été fondée sur la rive gauche de l'embouchure du fleuve Río Pánuco, et est bordée à l'ouest par l'un de ses affluents, le Río Tamesí. Établie dans la plaine côtière du golfe du Mexique, la ville a une altitude moyenne de 12 mètres. Elle est peuplée de 303 635 habitants.
Elle fait partie de la Zona metropolitana de Tampico (es), regroupant, dans l'État de Tamaulipas, les municipalités de Tampico, Altamira et Ciudad Madero, et dans l'État de Veracruz celles de Pueblo Viejo et de Pánuco, pour une population totale de 927 379 habitants.

## Histoire

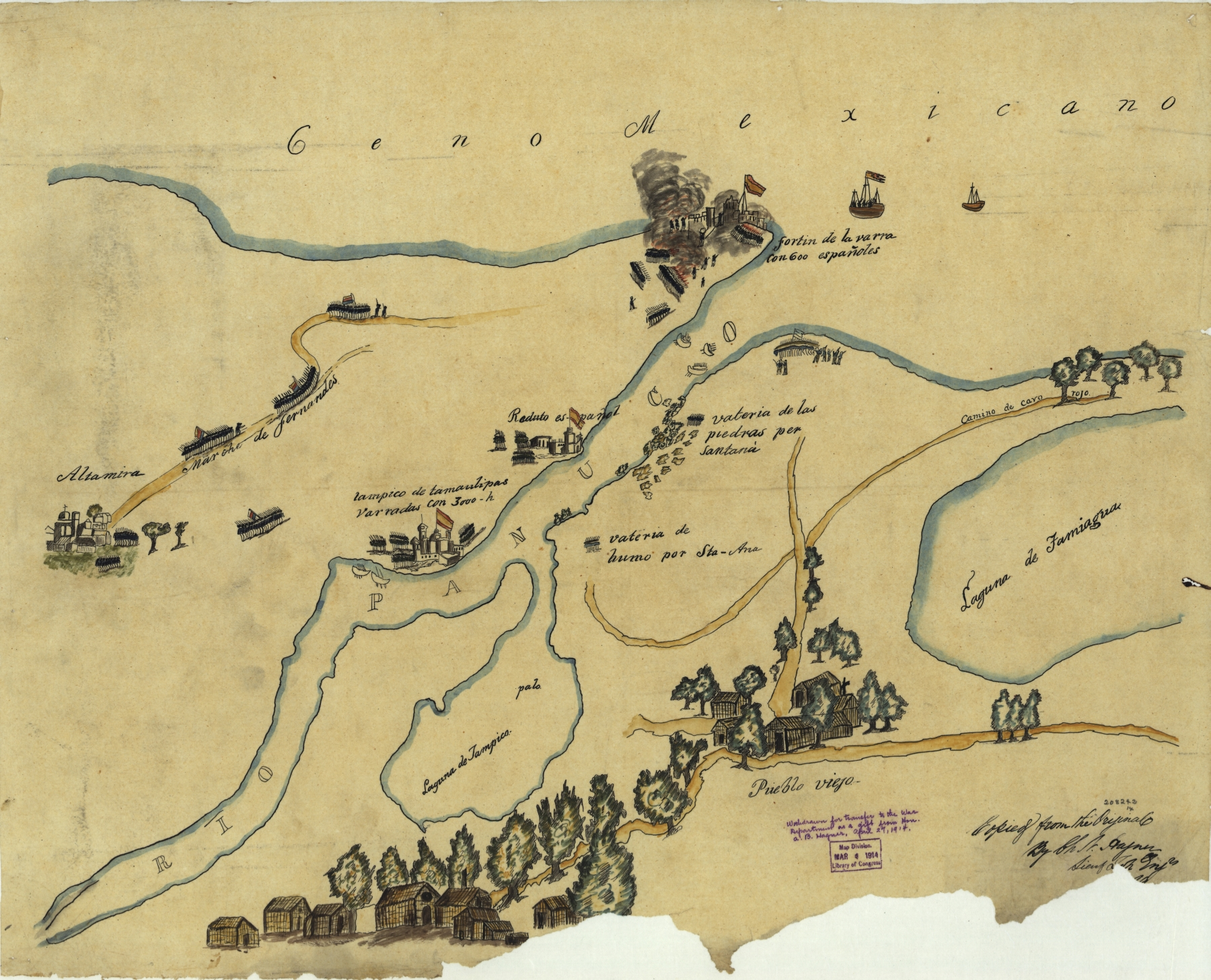
Carte montrant l'ancien site de San Luis Tampico, aujourd'hui Ciudad Cuauhtémoc.

La ville de Tampico a connu trois fondations successives, en des temps et des lieux différents. Cette histoire commence en 1532, lorsqu'un prêtre franciscain, Andrés de Olmos, établit une mission dans le secteur de l'embouchure du fleuve Río Pánuco, sur le site de l'actuelle ville de Ciudad Cuauhtémoc, dans la municipalité de Pueblo Viejo. Cette fondation prend le nom de San Luis de Tampico en 1554.
Cependant, sa population a été déplacée en 1754, un peu plus au sud du fleuve Río Pánuco, sur le site de l'actuelle Tampico Alto, dans la municipalité de même nom, à cause des attaques de pirates, notamment l'incursion particulièrement destructive de Laurens de Graff.
La ville actuelle de Tampico, après un nouveau déplacement, a été enfin fondée en 1823 par Antonio López de Santa Anna, cette fois sur la rive nord du Río Pánuco. C'est là le site de la ville qui nous occupe, qui prit alors le nom de Santa Anna Tampico.
En 1829, l'Espagne fait une ultime tentative pour reconquérir le Mexique devenu indépendant. Les troupes du brigadier Isidro Barradas débarquées à Tampico sont cependant vaincues par le général Antonio López de Santa Anna la même année.
En 1847, durant la Guerre américano-mexicaine, les troupes américaines prennent Tampico sans avoir à combattre, dont Antonio López de Santa Anna avait fait évacuer les troupes, ce que la population de la ville lui reprocha.

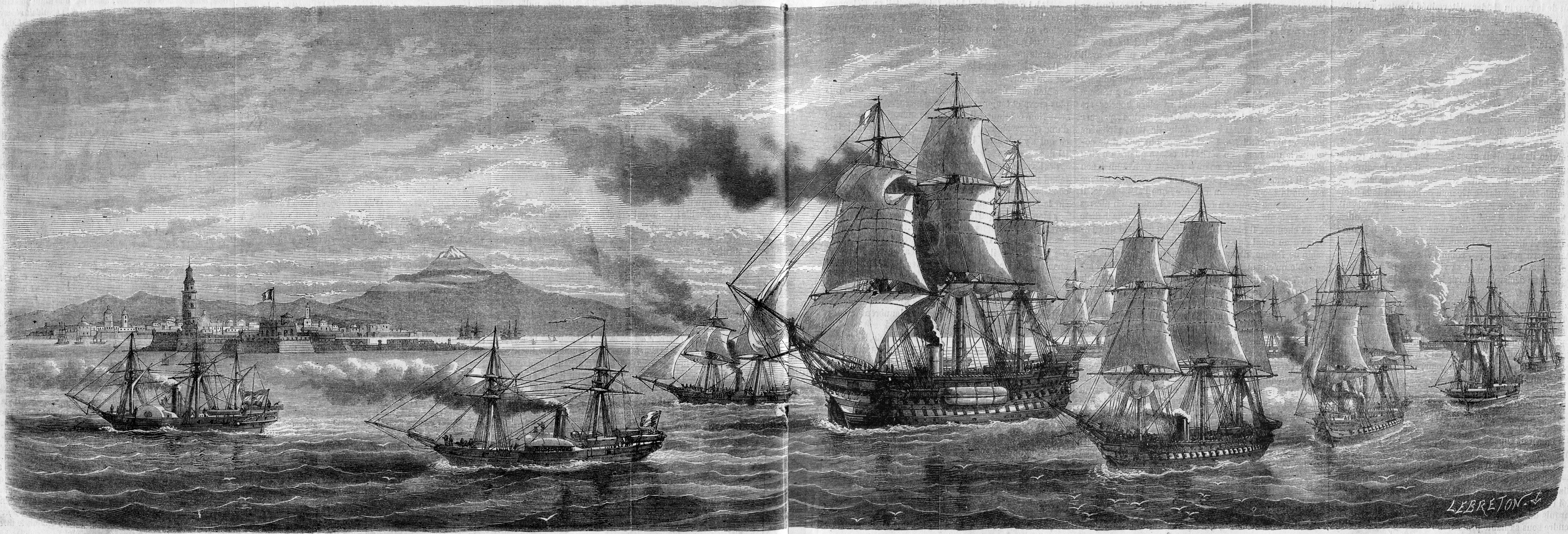
Expédition du Mexique, sous le commandement de Jurien de la Gravière (L'Illustration, 1862).

Durant la guerre entre la France du Second Empire et le Mexique, la ville connaît deux débarquements et deux occupations successives par les troupes de l'amiral français Edmond Jurien de La Gravière et du général Élie-Frédéric Forey, une première fois en 1862, puis en 1863-1864, donnant lieu cette fois à un affrontement entre les deux armées. Le corps expéditionnaire français doit rembarquer en août de cette année pour le port de Veracruz, que la France occupe encore.
À la fin de présidence de Benito Juárez, le 2 mai 1871, la garnison de la ville entre en insurrection contre ce dernier. La révolte est réduite le 7 juin, après bombardement et occupation de la ville par les troupes régulières. Benito Juárez décèdera cependant en 1872 après sa réélection.
Durant la Révolution mexicaine, la ville connaît des troubles, et sa garnison fait défection le 7 mai 1911, tandis que le maire de la ville démissionne en août 1913 pour protester contre l'arrivée du colonel García Bravo. Le 7 août de cette année, le général huertiste Ignacio Morelos Zaragoza reprend la garnison de la ville.
Le 13 janvier 1927, le cargo Essex Isles prend feu dans le port de Tampico. Chargé d’essence, il explose rapidement, faisant 24 morts et 7 blessés graves.

## Économie

Vue du port de Tampico.

La ville possède un port commercial important, qui, couplé aux ports de Ciudad Madero et à celui d'Altamira, concentre les infrastructures portuaires de la région Sur de l'État de Tamaulipas, dans un secteur de conurbation. Déclarée port maritime dès 1824, la ville voit la construction de sa première jetée en 1870. Les brise-lames et le dragage du fleuve ont été achevés en 1889 ; les premiers quais et entrepôts datent de 1903. Port naturel, les infrastructures portuaires de l'embouchure du Río Pánuco s'étendent sur 22 kilomètres, jusqu'à la municipalité de Pánuco.

## Éducation
La ville possède un campus universitaire dépendant de l'Universidad Autónoma de Tamaulipas (es).

## Arts et culture
L'architecture du centre de Tampico est un mélange éclectique et reflète la croissance de la ville pendant le Porfiriato (la période du président Porfirio Diaz). L'architecture du centre-ville a été inspirée par la Nouvelle-Orléans. Plaza de la Libertad, un hôtel de ville néoclassique Plaza de Armas, et un superbe bureau des douanes anglais en briques rouges dans les docks.
La ville est le sujet du poème La Chanson de Margaret de Pierre Mac Orlan.

## Religion
La ville dépend du Diocèse de Tampico.

## Personnalités liées à la ville
- Antonio López de Santa Anna, fondateur de la ville en 1823[2].
- Rafael Sebastián Guillén Vicente, dit « sous-commandant Marcos », né en 1957 à Tampico, est un militant altermondialiste mexicain qui a été le porte-parole de l'Armée zapatiste de libération nationale.
- Alicja Bachleda-Curuś, actrice d'origine polonaise, est citoyenne d'honneur de Tampico depuis le 12 mai 2008.
- Martín Solares (1970-), écrivain mexicain, est né à Tampico.
- C’est à Tampico que le romancier B. Traven a écrit ses premiers romans. Il y a vécu de 1924 à 1931[10].